# Пожешка бискупија
Пожешка бискупија основана је 1997. одвајањем источног дијела некадашње Загребачке надбискупије. Потреба за оснивањем нове дијецезе појавила се због величине надбискупије, која више није могла да покрије потребе верника на тако великом простору.

## Историјат
Пожега је изабрана за бискупско седиште због своје историјске традиције, као средиште града од 13. века и место где је основана прва високошколска установа у Славонији Језуитска академија (1761). Саборна црква пожешка катедрала посвећена је Св. Терезији Авилској.
Пожешка бискупија покрива подручје Западне Славоније, са деловима Подравине (Вировитица) и Посавине (Нова Градишка). Потреба за снажнијим деловањем цркве у духовној обнови био је један од разлога за оснивање посебне бислкупије. Многе црквене зграде, укључујући највеће епархијско светилиште Воћин, оштећени су у рату, а њихова обнова још увек траје.
У погледу црквеног права, пожешка бискупија је од 2008. године суфраган подређена Ђаковачко осјечкок надбискупиј у оквиру новоосноване Ђаковачко осјечке митрополије, што значи да је читава Славонија укључена у једну црквену провинцију. Пожешка бискупија била је део Загребачке надбискупије, до 2008. године.